# Ficus microtophora
Ficus microtophora är en mullbärsväxtart som beskrevs av Edred John Henry Corner. Ficus microtophora ingår i släktet fikonsläktet, och familjen mullbärsväxter. Inga underarter finns listade i Catalogue of Life.